# 블로그인
블로그인은 대한민국에서 블로그 서비스를 제공하는 사이트 중의 하나이다. 2003년 2월 17일, 대한민국 인터넷에 블로그란 개념을 처음 선보인 위크 커뮤니티를 기반으로 대표 박성호와 그의 친구인 이남우와 함께 시작되었다. 현재 메이저 포털사이트에 속해 있지 않고 독립적인 운영을 유지하고 있다. 내부 사정과 다른 사이트들의(네이버 블로그, 이글루스 등)의 서비스 개선 등으로 인해 현재는 다른 포털 사이트 블로그에 비해 상대적으로 지원하는 서비스가 제한되어 있는 편이지만, 이 점이 반대로 단순한 인터페이스와 페이지 구성이라는 장점으로도 작용해 사용자를 유지하고 있다.

## 특징
- 이메일 주소를 이용해서 계정을 생성한다. 블로그 내에서는 닉네임을 사용하며, 이 닉네임은 수시로 변경할 수 있다.
- 다른 메이저 블로그에 비해 단순한 인터페이스를 가지고 있다.
- 자체 편집기와 html 태그를 이용해서 포스팅을 작성할 수 있다.
- 이미지는 편집기를 사용하면 기본 창과 'more' 창에 한 장씩 업로드할 수 있다. 여러 장의 이미지나 그 밖의 미디어 콘텐츠는 html 태그를 활용해서 외부에 업로드하고 불러들여야 한다.
  - 기본 500메가바이트의 이미지 업로드 용량을 제공한다. 과거에는 유료로 용량을 확장할 수 있었으나, 현재는 지원하지 않고 있다.
  - 편집기를 이용해 이미지를 올리면 용량에 상관 없이 450픽셀로 크기가 조정되며, 사진크게보기 기능은 유료였다가 현재는 무료화한 상태이다. 다른 추가 기능으로는 카운터 기능으로 자신의 블로그에 방문한 사람을 확인할 수 있는 기능이 있는데, 이 또한 무료화한 상태이다.
- 블로그 왼쪽에 블로그인 가입자들의 블로그를 북마크 해서 표시할 수 있으며(최대 101개), 북마크된 불로그가 업데이트되면 '빨간불'이라 불리는 태그가 뜨게 된다. 이 기능 덕분에 RSS 리더 등을 사용하지 않고도 지인들의 업데이트 현황을 파악할 수 있다. (RSS 피드도 지원한다.)
- '친구공개' 기능으로 블로그인 가입자라 하더라도 아무나 포스팅을 열람할 수 없게 설정할 수 있다. 이런 내향적, 폐쇄적인 성격 때문에 블로그인의 블로거들은 다른 비교적 가까운 관계를 형성하고, 오프라인에서의 교류도 활발한 편이다.

## 비판
초창기부터 지적된 용량 문제와 2006년의 음악 서비스 중단으로 인해 많은 가입자들이 네이버 블로그, 이글루스 등 용량 제한이 없거나 배경음악을 사용할 수 있는 블로그로 옮겨갔다.
내부 지향적인 블로그인의 특성상 운영은 다른 서비스나 설치형 블로그를 사용하지만 기존의 인맥을 유지하기 위해 계정만 남겨두는 경우도 많다.

## 운영
자체 사이버머니로서 "구슬"을 판매하고, 카운터나 용량 확장 등을 유료로 지원하는 방식으로 운영비를 충당했었다. 최초 운영주체인 주식회사 블로그인이 없어지면서 2008년 3월부터 기부에 의한 운영으로 전환되었음을 공지하고, 현재까지 가입자들의 자발적인 기부로 운영되고 있다.
2013년 12월부터 접속이 되지 않았으나 2014년 6월 5일부터 다시 접속이 되기 시작했다.

## 같이 보기
- 블로그
- 이글루스
- 티스토리